# Projekt A615
Projekt A615 war die Bezeichnung der sowjetischen Marine für eine Klasse von dieselelektrischen U-Booten, die für den küstennahen Einsatz bestimmt waren. Die NATO bezeichnete Projekt A615 als Quebec-Klasse.

## Geschichte

### Projekt 615

Zeichnung der Seitenansicht von Projekt 615

Projekt 615 basierte auf Erfahrungen, die man in den 1940er-Jahren mit Versuchsanordnungen zur Steigerung der Einsatzeffizienz von U-Booten unternommen hatte. Die Idee war, nur einen einzigen Motortyp für Über- als auch Unterwasserfahrt zu benutzen. Deutsche Entwickler hatten für diesen Zweck zeitgleich mit dem Kreislaufantrieb bereits ein funktionierendes außenluftunabhängiges System entwickelt. Nach Aussagen der sowjetischen Forscher hatten sie bei ihrer Arbeit jedoch keinen Zugriff auf Erkenntnisse, die in Deutschland mit Walter- beziehungsweise Kreislaufsystemen gewonnen worden waren.
Wegen des experimentellen Charakters des Konzepts entschied man sich zum Einbau eines zusätzlichen konventionellen Schiffsdieselmotors. So wurden zwei normale M-50- und ein Typ-32A-Dieselmotor verbaut, wobei letzterer mit flüssigem Wasserstoffperoxid versorgt wurde, um auch unabhängig von der Außenluft operieren zu können. 100 Tonnen des Stoffes wurden als Treibstoffreserve mitgeführt. Weil Wasserstoffperoxid Metall angreift, musste der Treibstoffvorrat in Kunststofftanks gelagert werden.
Die beiden M-50-Dieselmotoren mit je 900 PS erlaubten eine Überwasser-Spitzengeschwindigkeit von 17,2 Knoten. Bei Tauchfahrt mit dem Typ-32A-Motor wurden 15,44 Knoten erreicht. Die Reichweite betrug 1.700 Seemeilen. Als Besatzung waren 29 Seeleute vorgesehen.
Die Bewaffnung bestand aus vier 533-mm-Torpedorohren ohne Reservetorpedos, so dass nur vier Torpedos verschossen werden konnten, bevor ein Projekt-615-Boot seinen Einsatz zum Nachladen abbrechen musste. Zur Verteidigung gegen Flugzeuge war in einem Anbau am U-Boot-Turm eine doppelläufige 2M-8-Maschinenkanone untergebracht, die 25-mm-Granaten auf Ziele in bis zu 3.000 Metern Entfernung verschießen konnte.
Die geringen Abmessungen der Boote erwiesen sich als entscheidender Nachteil, da moderne Sonarsysteme hier nicht untergebracht werden konnten.
Nach der Fertigstellung von M-254 als einzigem Boot des Projekts 615 beschloss man, verschiedene Veränderungen an den folgenden U-Booten der Klasse vorzunehmen.

### Projekt A615
Projekt A615 war die in Serie gefertigte Version des Projekts 615. Hier wurden die beiden M-50-Motoren durch effizientere M-50A-Motoren ersetzt, die nur noch 700 anstatt der bisherigen 900 PS leisteten. So erhöhte sich die Reichweite der Boote auf 3.150 Seemeilen. Zur Reduzierung der Arbeitsbelastung der Seeleute wurde die Besatzung auf 33 Mann aufgestockt. Von 100 geplanten Exemplaren wurden in den Jahren 1953 bis 1957 nur 29 Boote des Projekts A615 gebaut. Dann wurde das Projekt eingestellt.

## Einheiten
Die M-261 in Krasnodar und die M-296 in Odessa wurden als Museumsschiffe erhalten und können heute besichtigt werden.

### M-256
Das Boot wurde am 23. September 1953 auf der Leningrader Werft 196 auf Kiel gelegt und nach ihrer Fertigstellung 1955 in Dienst gestellt. Während einer Tauchfahrt in der Ostsee kam es vor Tallinn im Maschinenraum zu einer Explosion und einem anschließenden Brand. Da die Gefahr weiterer Explosionen bestand, ließ der Kommandant auftauchen und die Mannschaft an Deck evakuieren. Das weiterhin brennende Feuer beschädigte das Boot so stark, dass nach drei Stunden Wasser in den Rumpf drang und M-256 über das Heck versank. Wegen schlechten Wetters trafen Rettungsschiffe erst verspätet ein und konnten nur noch sieben Seeleute aus dem Wasser retten. M-256 wurde später vom Bergungsschiff Kommuna gehoben und untersucht. Die Ursache für die Explosion konnte jedoch nicht ermittelt werden und das Wrack wurde 1958 verschrottet.

## Belege und Verweise